# تایپالساری
تایْپالْساری (به فنلاندی: Taipalsaari) یک منطقهٔ مسکونی در فنلاند است که در کارلیای جنوبی واقع شده‌است.